# هامیلتون (ویرجینیای غربی)
هامیلتون (به انگلیسی: Hamilton) یک منطقهٔ مسکونی در ایالات متحده آمریکا است که در شهرستان فایت، ویرجینیای غربی واقع شده‌است. هامیلتون ۳۷۳٫۰۸ متر بالاتر از سطح دریا واقع شده‌است.